# Fatima Yusuf
Fatima Yusuf-Olukoju, nigerijska atletinja, * 2. maj 1971, Owo, Nigerija.
Nastopila je na olimpijskih igrah v letih 1996 in 2000, leta 1996 je osvojila srebrno medaljo v štafeti 4×400 m in šesto mesto v teku na 400 m. Na afriških prvenstvih je osvojila dve zlati medalji v štafeti 4x400 m, zlato in srebrno medalj v teku na 400 m, zlato in bronasto medaljo v teku na 200 m in zlato medaljo v štafeti 4×100 m, na igrah Skupnosti narodov pa zlato in srebrno medaljo v teku na 400 m ter bronasto v štafeti 4×100 m. 